# 川陀
川陀（英語：Trantor）是艾萨克·阿西莫夫的基地系列和帝国系列小说中一个虚构行星。
1940年代，“川陀”首次在基地系列的短篇小说出现。阿西莫夫把川陀描述在银河系的中心。在之后的故事中，阿西莫夫把川陀描述为离银河系中心最近的人类适居行星。

## 地理与历史
川陀是第一银河帝国的首都。行星表面积1.94亿平方公里（七千五百万平方英里，是地球的130%），除帝国皇宫之外，全部地表都由人造外壳覆盖。川陀是一个深入地底的巨形的单一世界都市（ecumenopolis），人口高达450亿，人口密度为每平方公里232人（相當於每平方英里600人。和現實世界相較，紐約人口密度約为每平方英里27147.4人）。川陀的居民要么供职于帝国政府机构，要么从事维护和供给物资的工作。
据《银河百科全书》描述：

…帝国末期几位平庸的皇帝无法有效的管理银河帝国，也是帝国衰亡的一大原因。为了供应川陀居民的口腹之需，每天都有数以万计的太空船队，负责载送来自二十个农业世界的粮食，船队规模比任何一支帝国制造的星际舰队都要庞大…由于川陀依靠其他世界的世界供应粮食，甚至所有的日常用品，这个行星变得越来越容易以包围封锁的手段征服。在帝国最后的千年，从未止歇的叛乱使每位皇帝都警觉到这个危机，保卫川陀脆弱的颈动脉变成了帝国的首要政策…

川陀，…在银河帝国十三个千年的初期，这个趋势达到了顶峰。它是帝国政府的中心，连续数百代以来未曾间断。川陀位于银河的核心区域，周围都是人口最稠密、工业最发达的世界，所以很自然地变成了人类历史上最密集、最富庶的社群。
摘自中文版《基地》，叶李华译，奇幻基地。
《星空暗流》中提到了川陀历史的梗概：川陀共和国的五个世界成长为川陀联邦，然后是川陀帝国，最后征服整个银河系，成为了银河帝国。
一个川陀日等于1.08个银河标准日。
川陀最著名的地方是川陀图书馆（同时又称为“帝国图书馆”、“川陀大学图书馆”和“银河图书馆”）
基地纪元约260年，吉尔莫发动政变，洗劫川陀，迫使帝国皇室逃至迪里卡斯（新川陀）。大浩劫后，川陀人口从400亿骤减至一亿。川陀大部分的建筑物在大浩劫中被摧毁倒塌，仅有皇宫和川陀大学校园幸免。之后的两个世纪间，川陀变成了一个农业星球，地表的金属逐渐被变卖一空，农民翻挖恢复了越来越多的地表土壤以作农用。最后，农民和住在銀河圖書館的學者成为了川陀唯一的居民，川陀作为银河系中心世界的历史到此结束。农民们的语言慢慢演变成了与银河标准语很大区别的方言，他们把川陀称为“阿姆”（意为“家园”）。
川陀大学至帝国纪元12069年以来，一直是第二基地的秘密据点。

## 象征意义
川陀表徵着人类文明许多不同的方面。其為银河系的权力中心，同时也是行政首脑地。城市化行星最终将变成什么，川陀是最好的例子。阿西莫夫将罗马帝国作为基地系列的创作基础，所以川陀在一定程度上是基于古帝国时代的罗马而成的。川陀也说明了一种人类心理（首先在阿西莫夫的《鋼穴》提到），就是「科技最终会导致人類變得封闭，不再冒險」，人类将在这种封闭下全体癫狂。阿西莫夫说过这种封闭城市是他向往的地方，不过他不觉得这有什么令人生恶的，直到别人问起这事。

## 行政区划
每個銀河帝國的行星都被畫分為數個行政區塊。川陀有超過800個這種行政區，平均每個居住了5千萬人，面積約是24萬平方公里，這大約是英國的大小。